# Tunapuna
Tunapuna () è una città dello stato di Trinidad e Tobago, sull'isola di Trinidad; è capoluogo della regione corporativa di Tunapuna-Piarco.